# Jason Presson
Jason Presson est un acteur américain né le 31 août 1971 à Encino, en Californie.

## Filmographie
- 1983 : Wishman de James Frawley (téléfilm)
- 1984 : The Stone Boy de Christopher Cain
- 1984 : Invitation pour l'enfer de Wes Craven (téléfilm)
- 1984 : Trapper John, M.D. (série télévisée, 1 épisode)
- 1984 : Finder of Lost Loves (en) (série télévisée, 1 épisode)
- 1985 : Explorers de Joe Dante
- 1985 : Webster (série télévisée, 1 épisode)
- La Cinquième Dimension
- Les Fantômes d'Halloween
- Saturday the 14th Strikes Back
- I Know My First Name Is Steven
- Gremlins 2 : La Nouvelle Génération
- Room for Romance
- Pour que l'on n'oublie jamais
- Les razmoket
- In the Heat of the Night
- Busted
- 1997 : Trials of Life (série télévisée)